# Aizanville
Aizanville é uma comuna francesa na região administrativa de Grande Leste, no departamento de Haute-Marne. Estende-se por uma área de 3,5 km². Em 2010 a comuna tinha 38 habitantes (densidade: 10,9 hab./km²).